# Французский мост
Францу́зский мост — автодорожный металлический балочный мост через бассейн Обводного канала в Невском районе Санкт-Петербурга.

## Расположение
Расположен по чётной (южной) набережной Обводного канала, у впадения бассейна Обводного канала непосредственно в основное русло канала.
Ближайшая станция метрополитена — «Площадь Александра Невского».

## Название
Топонимическая комиссия рекомендовала дать мосту название Французский, чтобы увековечить старое народное название бассейна Обводного канала — «Французский ковш». 5 июля 2017 года название было официально утверждено.

## История
С 1875 года и до 1930-х годов на картах города на этом месте показан плашкоутный мост. Существующий мост был возведён в 2014—2017 годах в рамках строительства транспортной магистрали по южному берегу набережной Обводного канала от Глухоозёрского шоссе до проспекта Обуховской обороны. 
Заказчиком работ являлся СПб ГКУ «Дирекция транспортного строительства», генеральным проектировщиком — ГУП «ЛЕНГИПРОИНЖПРОЕКТ». Проект моста разработан в институте «Инжтехнология» (главный инженер проекта — С. В. Сидоров). По итогам тендера на строительство победителем стала компания ОАО «Мостострой № 6», цена контракта – 1,5 млрд рублей. 
Строительные работы начались в 2014 году. Первоначальный срок сдачи объекта был 25 июня 2016 года (включая участок набережной Обводного от Глухоозерского шоссе до этого моста). В августе 2015 строительство было приостановлено из-за банкротства генподрядчика, ОАО «Мостострой № 6». Степень готовности объекта составляла 75 %.
В июле 2016 года по итогам нового конкурса контракт на достройку моста и участка набережной был заключён с компанией «А-Проект», которая являлась субподрядчиком ОАО «Мостострой № 6».
Открытие движения по мосту состоялось 26 мая 2017 года, одновременно с открытием участка набережной Обводного канала от Глухоозёрского шоссе до проспекта Обуховской обороны.

## Конструкция
Мост трёхпролетный сталежелезобетонный балочный неразрезной. Схема моста — 34 х 45 х 34 м. Общая длина моста составляет 131 м, ширина — 29,3 м (из них ширина проезжей части — 25,4 м, служебный проход 0,75 м и тротуара 1,5 м). Мост в плане расположен на S-образной кривой с радиусами закругления 300 м. 
Пролётное строение — индивидуальной конструкции, неразрезное, сталежелезобетонное с монолитной железобетонной плитой проезжей части. В поперечном сечении пролётное строение состоит из шести главных балок коробчатого сечения с поясами переменного сечения и вертикальными стенками высотой 2,1м. Расстояние между балками 4,4 м. Железобетонная плита пролётного строения толщиной 220 мм включена в совместную работу с главными балками при помощи гибких упоров. Главные балки объединяются между собой поперечными балками из сварного двутавра, установленными с шагом 3 м. Устойчивость стенок балок обеспечивается установкой диафрагм шагом 1,5 м. Для удобства монтажа и уменьшения веса монтажных единиц пролётное строение разбито на монтажные блоки длинами 5,5 + 4х6 + 9 + 6х6 + 9 + 4х6 + 5,5 м. 
Промежуточные опоры железобетонные массивные с двумя стойками и устройством по верху ригелей. Массивные стойки каждой опоры опираются на монолитные ростверки, устраиваемые по буровым сваям диаметром 1,2 м с устройством уширения до 2,4 м. Устои моста железобетонные монолитные на свайных фундаментах; сваи буровые диаметром 1,2 м с уширением до 2,4 м. Задние грани устоев моста сопрягаются с подпорными стенами верхнего яруса набережной Обводного канала.
Мост предназначен для движения автотранспорта и пешеходов. Проезжая часть включает в себя 6 полос для движения автотранспорта, габарит моста — Г 1+6х3,9+1 м. Покрытие проезжей части и тротуаров — асфальтобетон. Тротуар и служебный проход отделены от проезжей части металлическим барьерным ограждением. На мосту установлено металлическое перильное ограждение высотой 1,1 м.

## Галерея

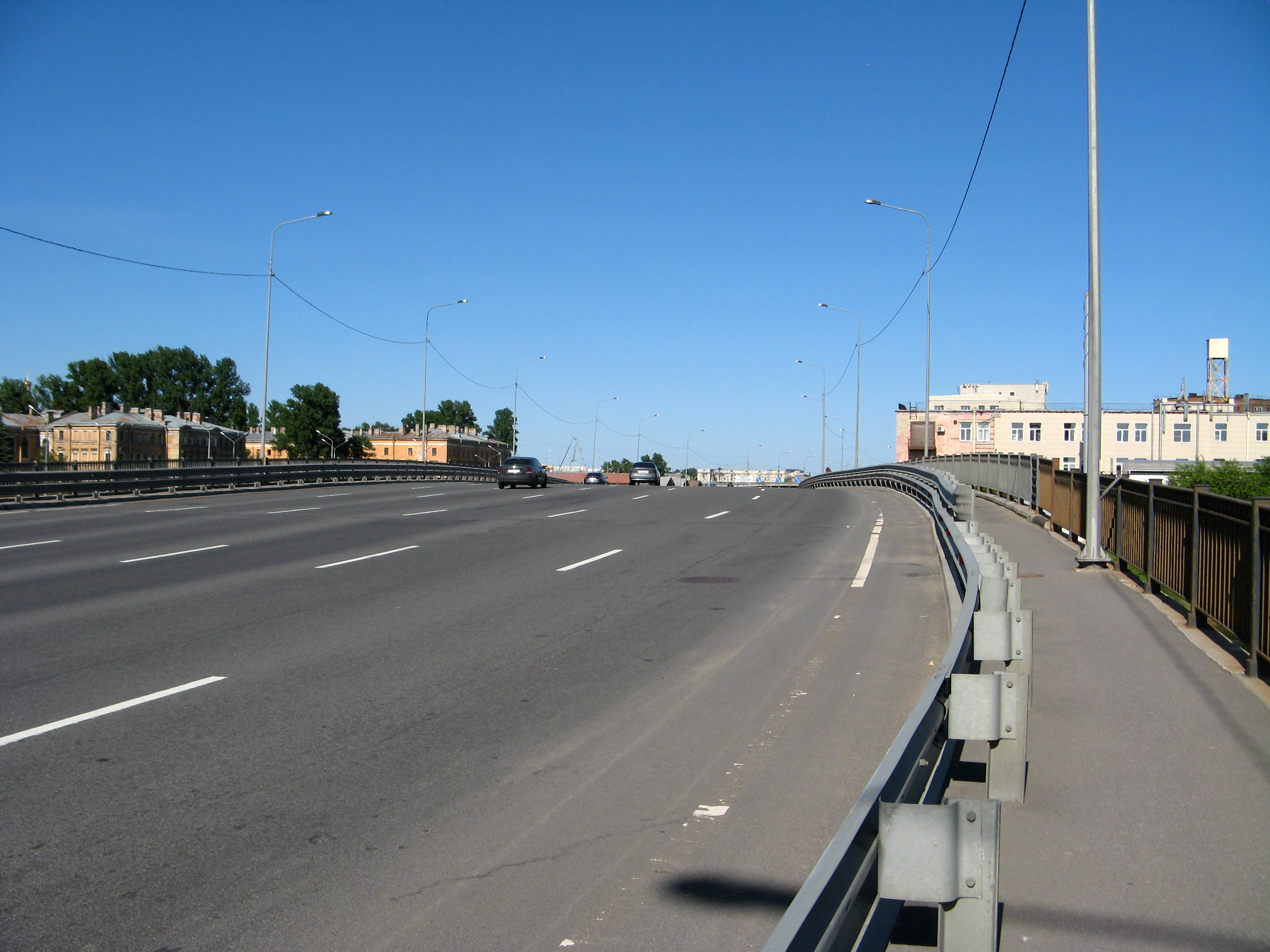
Дорожное покрытие моста
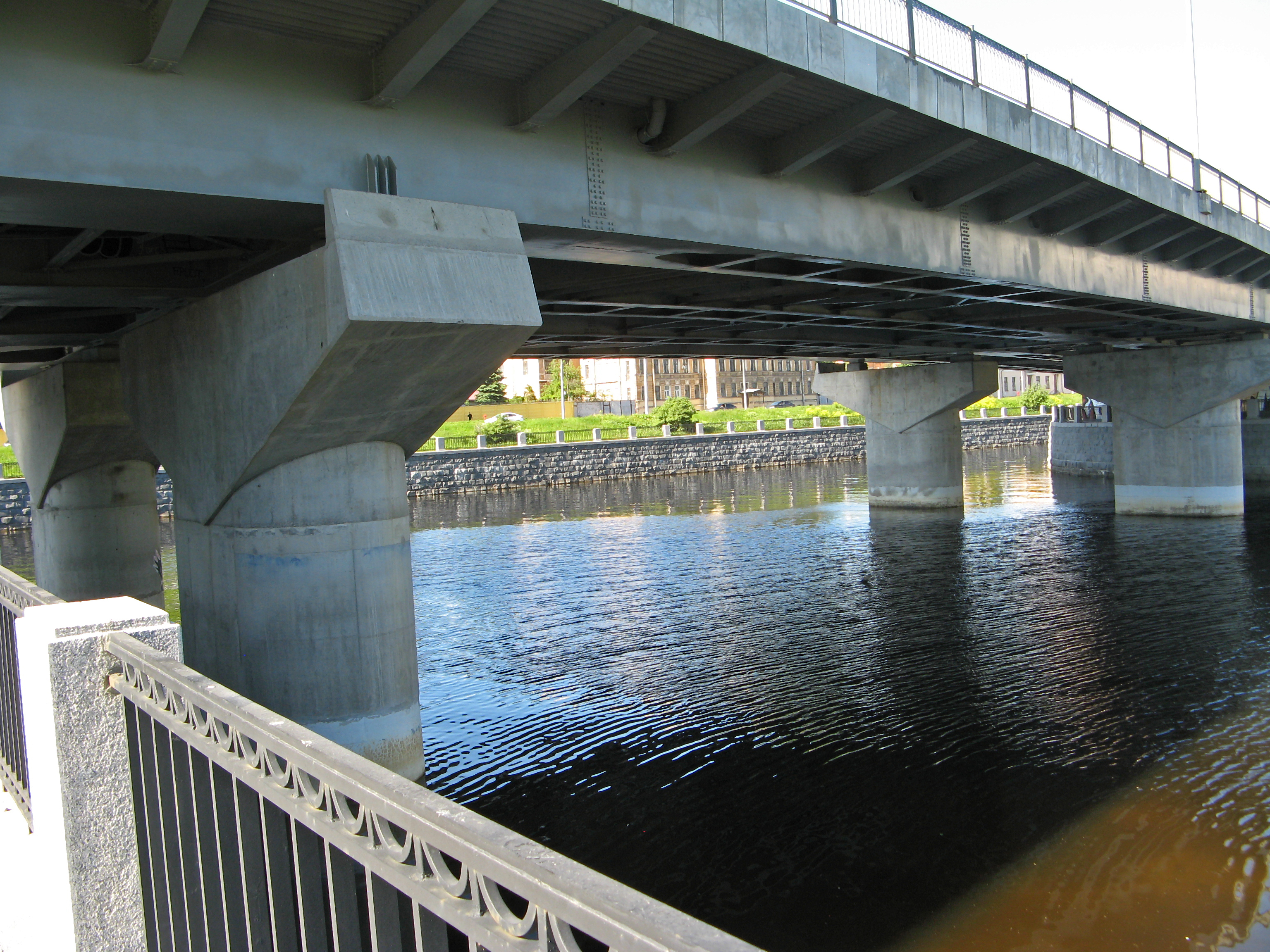
Детали конструкции моста
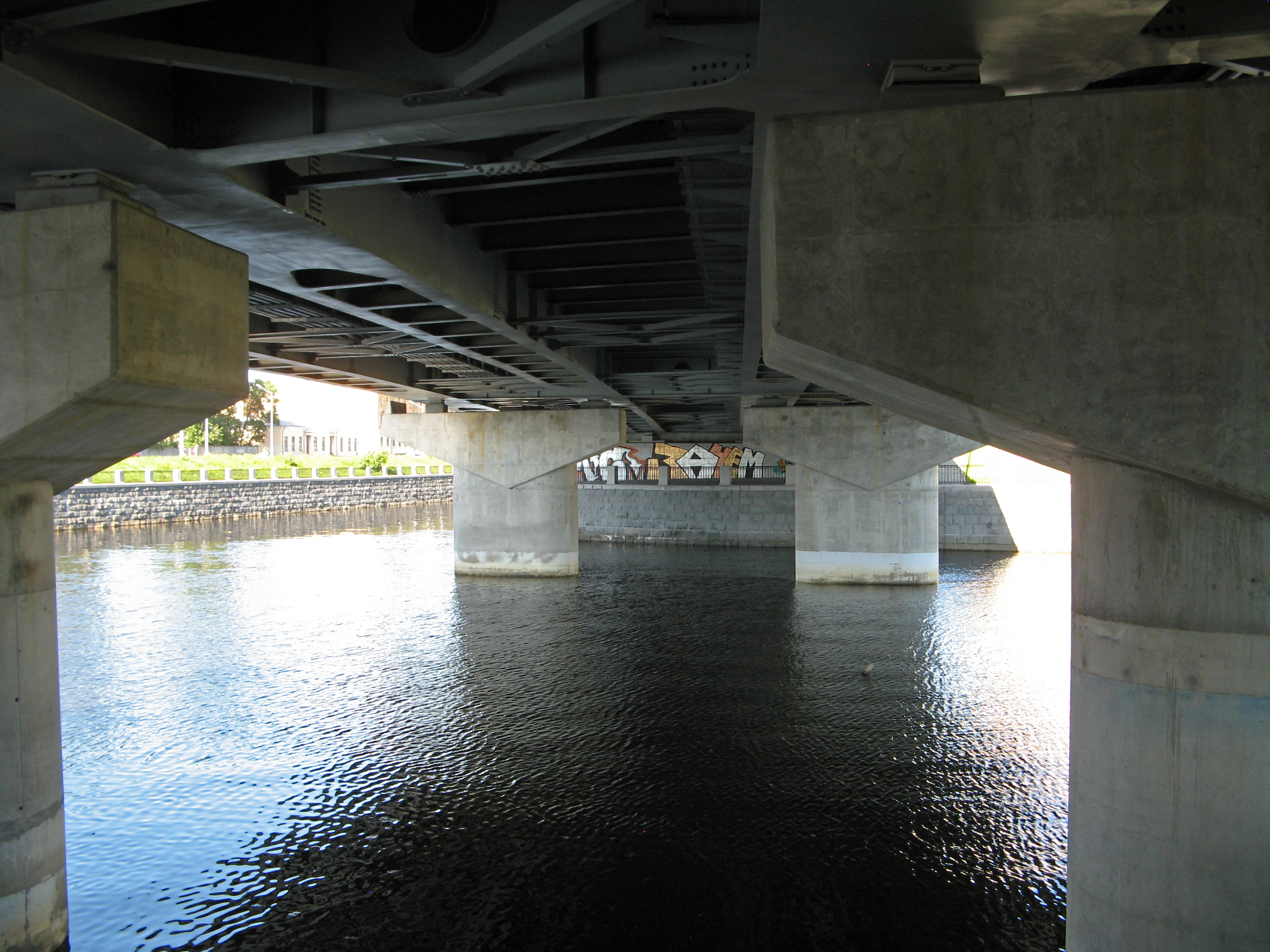
Детали конструкции моста